# Galaxie inelară

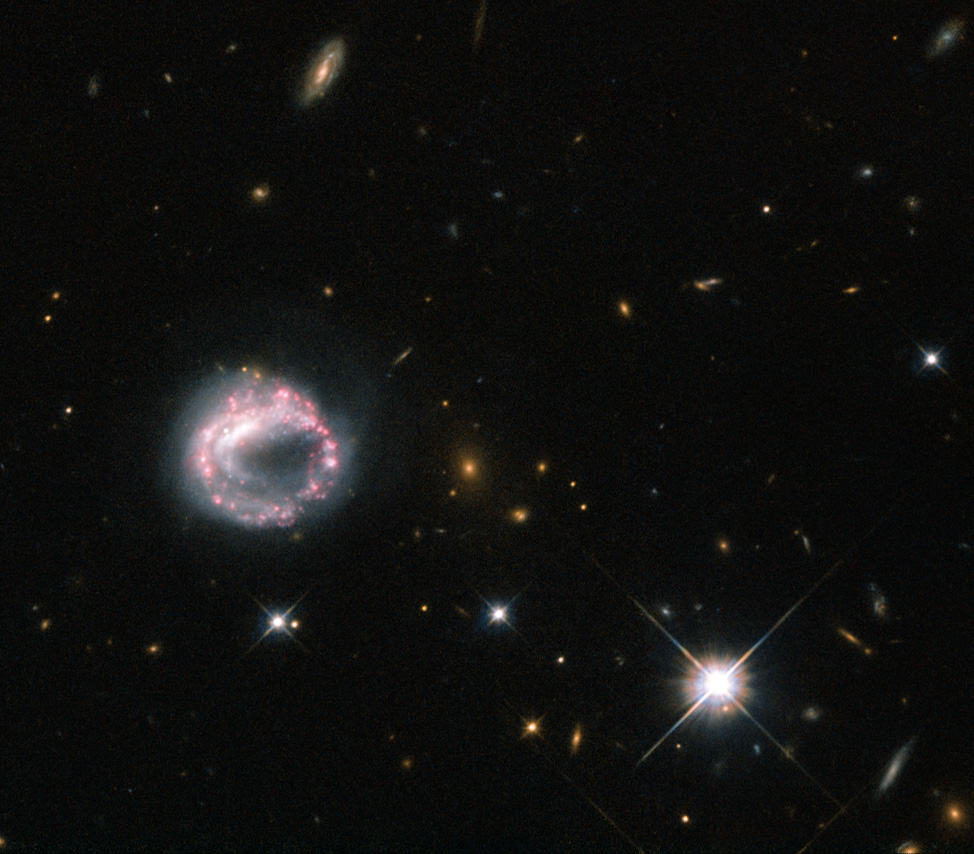
Galaxia inelară - Zw II 28

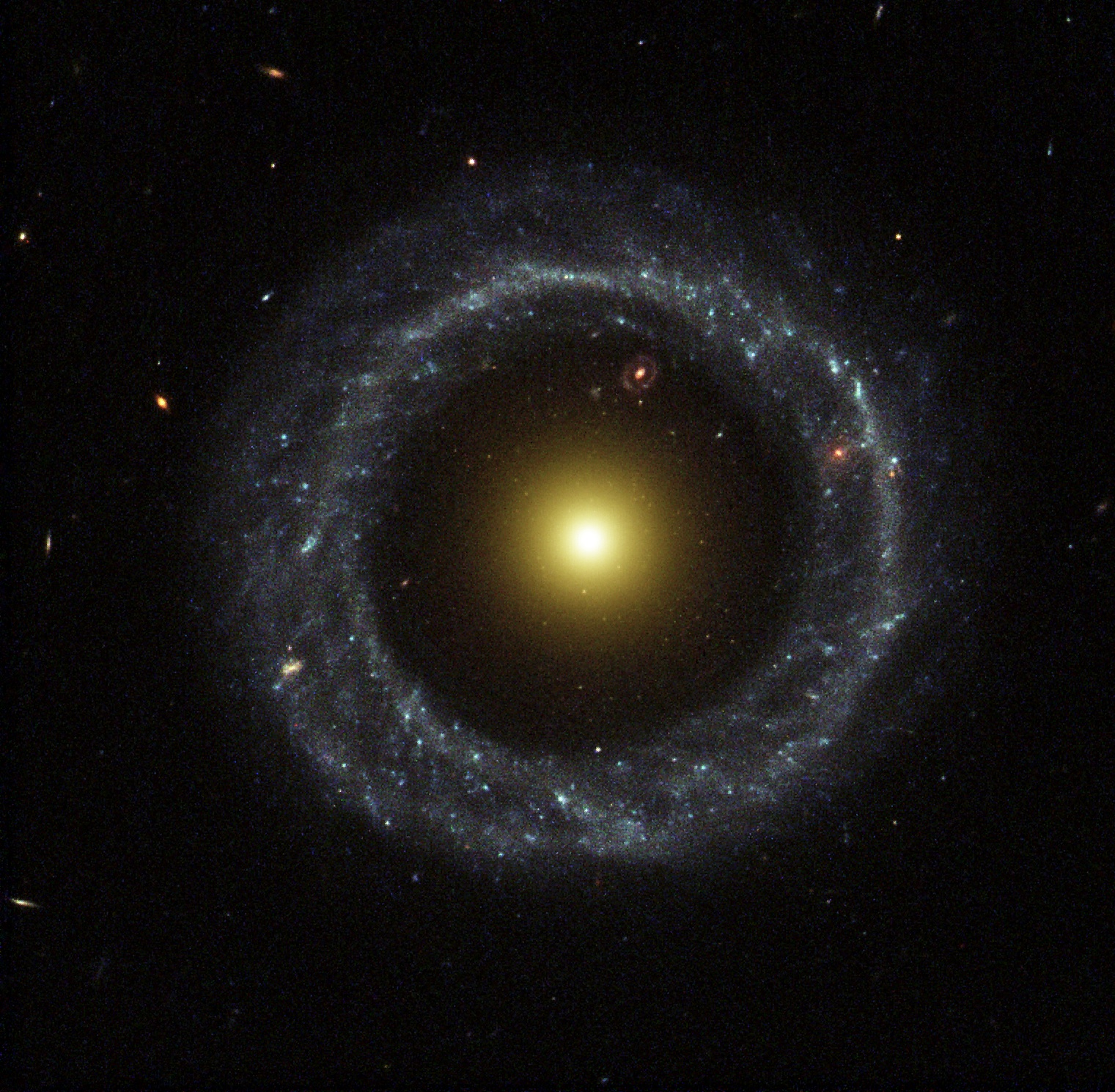
Obiectul lui Hoag, o galaxie inelară.

O galaxie inelară este o galaxie cu un aspect asemănător unui cerc. Obiectul lui Hoag, descoperit de Art Hoag în 1950, este un exemplu de galaxie inelară.
Așa-zisul inel conține multe stele masive și relativ tinere, care sunt extrem de luminoase. Regiunea centrală conține puțină materie luminoasă. Unii astronomi cred că galaxiile inelare se formează când o galaxie mai mică trece prin centrul unei galaxii mai mari. Deoarece majoritatea unei galaxii este formată din spațiu gol, această „coliziune” are foarte rar ca rezultat ciocnirea unor stele. Totuși, perturbările gravitaționale cauzate de un asemenea eveniment ar putea cauza un val de stele să treacă prin galaxia mai mare. 